# Santa Ninfa
Santa Ninfa è un comune italiano di 4 702 abitanti del libero consorzio comunale di Trapani.

## Storia
Fulcro delle origini di Santa Ninfa è il castello di Rampinzeri, alle pendici di una collina in cui sono stati trovati resti di una antica necropoli sicana.
Santa Ninfa fu fondata nel 1606 da Luigi Arias Giardina, il quale, con benestare del re Filippo III, cominciò ad urbanizzare il paese con strade e costruzioni di edifici civili e religiosi.
Il paese fu costruito con assi viari concentrici che convergono nella piazza centrale (Piazza della Libertà). Nel corso degli anni successivi, vennero costruiti edifici quali: il palazzo Baronale, l'Ospedale, la chiesa di Sant'Orsola, la chiesa di Sant'Anna e il convento del terz'ordine di San Francesco, la chiesa Madre (la Cattedrale del paese) e le Carceri.
Nel 1770, dopo la fondazione dell'arcipretura di Santa Ninfa, il paese fu dichiarato feudo baronale. Da quel momento in poi, e nei secoli successivi, il feudo passò di famiglia in famiglia, arricchendo sempre di più il paese con nuove costruzioni.
Anche Santa Ninfa conobbe la triste piaga dell'emigrazione, già dai primi del Novecento, in cui moltissimi abitanti del paese partirono per l'estero, negli Stati Uniti d'America, Canada e Venezuela, in cerca di lavoro.
Solo negli anni cinquanta Santa Ninfa ebbe il primo allacciamento all'acquedotto comunale, per l'approvvigionamento idrico. Ed in seguito ebbe il primo allacciamento alla rete elettrica nazionale. Fino a quei tempi l'acqua veniva rifornita dai pozzi e dalle cisterne, e si viveva ancora con i lumi a gas.

### Il terremoto del Belice
Il paese di Santa Ninfa fu colpito dal disastroso terremoto del Belice il 15 gennaio 1968.
La scossa fu del 9º grado della scala Mercalli causando crolli in tutto il paese. Molte abitazioni, infatti erano costruite con tecniche strutturali molto scadenti, tufo e malta, in assenza totale di strutture in cemento armato, per cui il paese fu quasi completamente distrutto.
Con le scosse successive di assestamento crollarono strade, ponti, tralicci della corrente elettrica e linee telefoniche, isolando il paese per diverso tempo.
Il bilancio di quella scossa fu pesantissimo; si ebbero 440 morti e 988 feriti. Gli sfollati furono 2.000, e i senzatetto 3.000, che trovarono ospitalità nelle tendopoli costruite nella piana sottostante. Dopo molti anni, il paese fu completamente ricostruito con abitazioni antisimiche, conservando idealmente la struttura urbanistica dell'antico paese.
I pochi palazzi che hanno resistito al cataclisma sono stati restaurati. Tra di essi di particolare rilievo Palazzo Mauro, caratterizzato da cinque portoni, quello centrale è decorato con triglifi, con metope e fiori. Il balcone è abbellito da un timpano triangolare.

### Simboli
Lo stemma comunale e il gonfalone sono stati concessi con decreto del presidente della Repubblica del 12 aprile 2001.
Il gonfalone è un drappo troncato di rosso e di bianco.

## Società

### Evoluzione demografica
Abitanti censiti

## Amministrazione
Di seguito è presentata una tabella relativa alle amministrazioni che si sono succedute in questo comune.
| Periodo         | Periodo          | Primo cittadino     | Partito                                                        | Carica  | Note  |
| --------------- | ---------------- | ------------------- | -------------------------------------------------------------- | ------- | ----- |
| 2 agosto 1985   | 22 luglio 1990   | Stefano Giaramita   | Partito Comunista Italiano                                     | Sindaco | [ 7 ] |
| 22 luglio 1990  | 30 gennaio 1993  | Stefano Giaramita   | Partito Democratico della Sinistra, Partito Comunista Italiano | Sindaco | [ 7 ] |
| 30 gennaio 1993 | 10 febbraio 1994 | Francesco Bianco    | Partito Socialista Italiano                                    | Sindaco | [ 7 ] |
| 15 giugno 1994  | 25 maggio 1998   | Stefano Giaramita   | lista civica                                                   | Sindaco | [ 7 ] |
| 25 maggio 1998  | 27 maggio 2003   | Giuseppe Lombardino | L'Ulivo                                                        | Sindaco | [ 7 ] |
| 27 maggio 2003  | 17 giugno 2008   | Giuseppe Lombardino | lista civica                                                   | Sindaco | [ 7 ] |
| 17 giugno 2008  | 12 giugno 2013   | Paolo Pellicane     | lista civica                                                   | Sindaco | [ 7 ] |
| 11 giugno 2013  | 10 giugno 2018   | Giuseppe Lombardino | lista civica "Per Santa Ninfa"                                 | Sindaco | [ 7 ] |
| 10 giugno 2018  | 14 aprile 2023   | Giuseppe Lombardino | lista civica "Insieme per Santa Ninfa Lombardino Sindaco"      | Sindaco | [ 7 ] |
| 31 maggio 2023  | in corso         | Carlo Ferreri       | lista civica "ProgettiAmo Santa Ninfa"                         | Sindaco | [ 7 ] |